# Бесколь (Кизилжарський район)
Беско́ль (каз. Бескөл) — село, центр Кизилжарського району Північноказахстанської області Казахстану. Адміністративний центр та єдиний населений пункт Бішкульського сільського округу.
До 2009 року село називалось Бішкуль.
Населення — 12838 осіб (2021; 8805 у 2009, 7495 у 1999, 7274 у 1989).
Національний склад станом на 1989 рік:
- росіяни — 68 %.